# Andreas Faißt

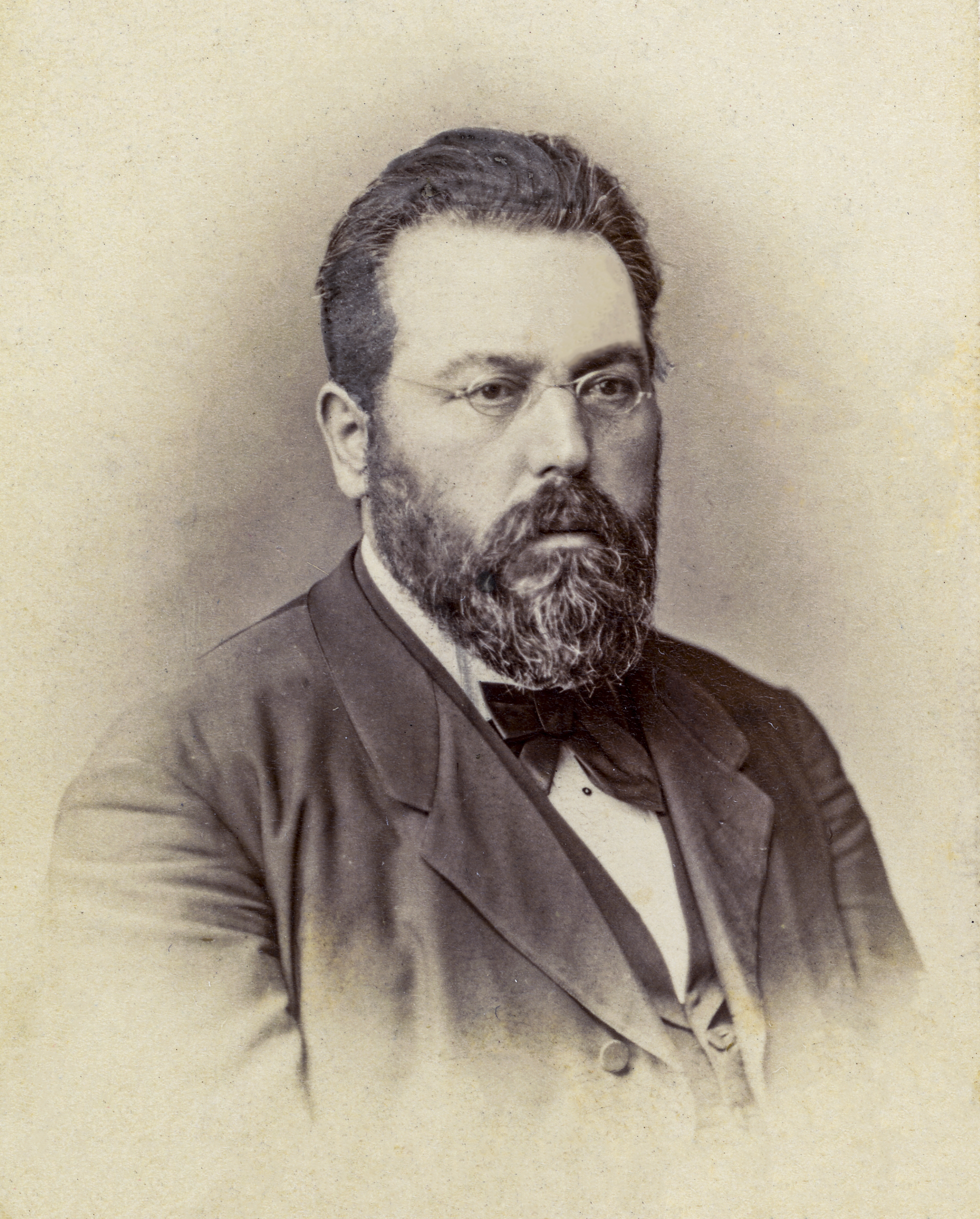
Andreas Faißt

Andreas Faißt (* 21. Januar 1821 in Röt; † 18. Dezember 1878 in Heilbronn) war ein deutscher Chemiker und Unternehmer.

## Leben
Faißt war Gehilfe von Hermann Fehling. Ab 1853 war er Direktor der Heilbronner Zuckerfabrik. 1859 heiratete er Henriette Cluss. 1865 gründete Faißt gemeinsam mit seinem Schwager August Cluss die Brauerei Cluss. Bei einem Versteigerungstermin im September 1861 wies das Gantgericht die 1856 von Stuttgartern gegründete Böblinger Zuckerfabrik den Heilbronner Kaufleuten Friedrich Cloß und Karl Reibel und dem Heilbronner Zuckerfabrikdirektor Andreas Faißt zu. Diese bildeten am 11. Oktober 1861 die Zuckerfabrik Böblingen AG, wobei die Aktionäre aus Heilbronn mehr als 2/3 der Stimmen am Kapital einnahmen.
Sein Wohnhaus war die Villa Faißt. Der älteste Sohn August wurde 1860 in Heilbronn geboren. Er sollte das Familienunternehmen weiterführen, deswegen musste August den Beruf des Kaufmanns erlernen. Zur Komplettierung seines Handelsberufes musste August ins Ausland, wo er mit 23 Jahren in Paris an Typhus verstarb. Der zweite Sohn Hugo wurde am 16. Oktober 1862 in Heilbronn geboren. Er studierte Jura in Tübingen und eröffnete als Rechtsanwalt eine Anwaltskanzlei.